# Бабице Доње
Бабице Доње је насељено мјесто у граду Лукавац, које административно припада Федерацији Босне и Херцеговине, БиХ. Према попису становништва из 2013. у насељу је живјело 527 становника.

## Географија
Према попису становништва из 1991. године ту је живело 596 становника.